# Biblioteca Pública de Chicago
A Biblioteca Pública de Chicago é um sistema bibliotecário público que serve a cidade de Chicago, no estado de Illinois, nos Estados Unidos. É composto por 79 agências, incluindo uma biblioteca central, duas bibliotecas regionais e filiais distribuídas por 77 áreas da cidade.  
A Associação Bibliotecária Americana (American Library Association) informa que a biblioteca possui 5 721 334 volumes, tornando-se a 9ª maior biblioteca pública nos Estados Unidos por volumes detidos, e a 30ª maior biblioteca escolar ou pública nos Estados Unidos por volumes realizados. A Biblioteca Pública de Chicago é o segundo maior sistema de bibliotecas em Chicago por volumes realizadas (a maior é a Biblioteca da Universidade de Chicago).  É ainda a biblioteca com o segundo sistema de bibliotecas públicas no Centro-Oeste, após a biblioteca pública de Detroit (Detroit Public Library) 

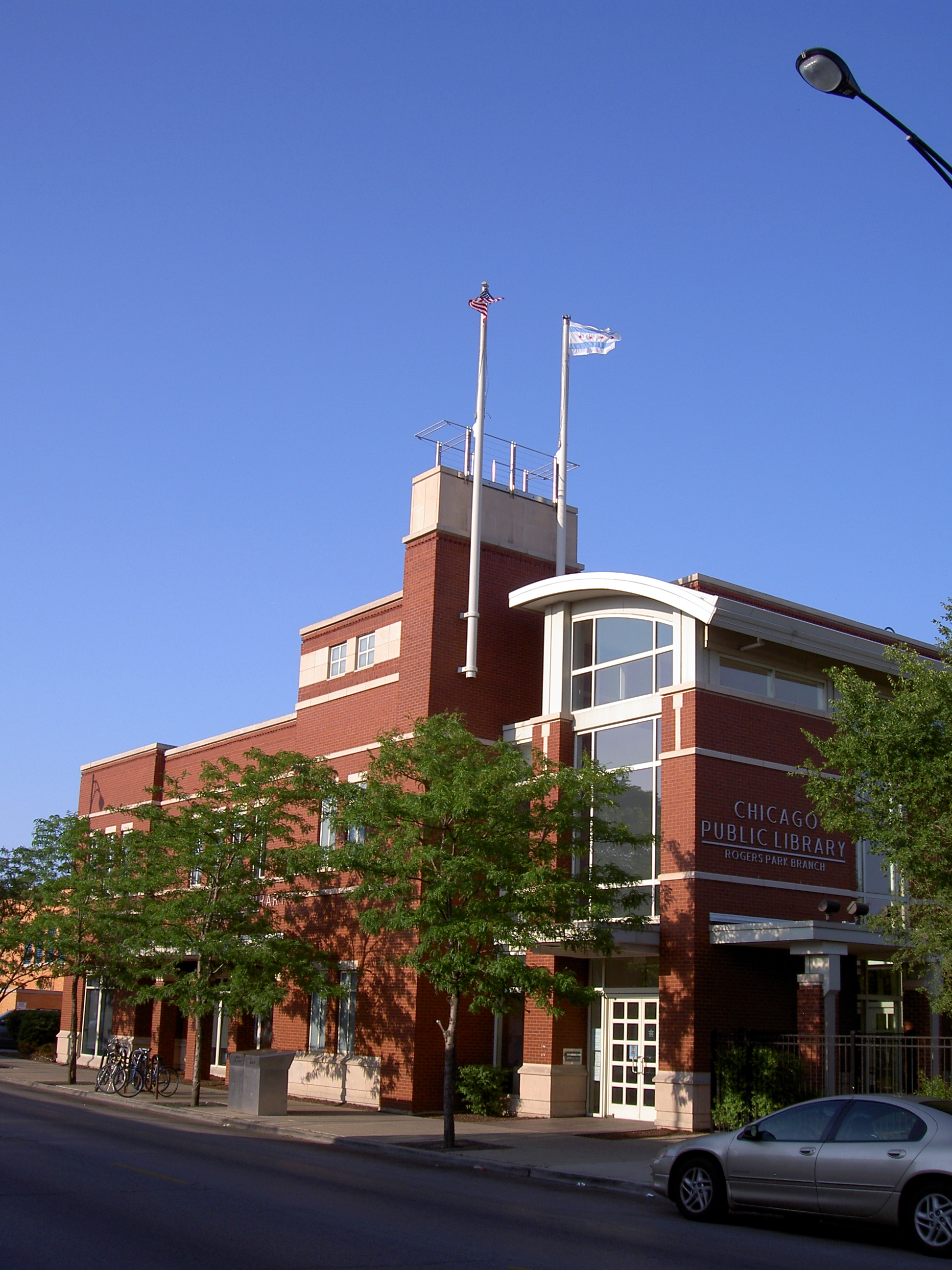
Chicago Public Library, Rogers Park Branch

## História
No rescaldo do incêndio de 1871 que devastou a cidade de Chicago, Londoner A.H Burgess, com a ajuda de Thomas Hughes, elaborou o que seria chamado de “English Book Donation”, propondo uma Biblioteca Livre para a cidade. Burgess, escreveu por esta altura, no Londay Daily news: 
“Proponho que a Inglaterra apresente uma Biblioteca Livre para Chicago, para permanecer lá como um sinal de simpatia agora, e uma lembrança e um símbolo do verdadeiro amor fraternal para sempre... ".
Os pedidos de doação por toda a sociedade inglesa da época, resultaram num total de 8000 livros doados. A Rainha Victoria, Benjamin Disraeli,Alfred Lord Tennyson, Robert Browning, John Stuart Mill  e John Ruskin foram algumas das personalidades que contribuíram para o projecto.
Foi feita uma petição impulsionada pelos líderes da cidade de Chicago, com o intuito de organizar uma reunião para a edificação da Biblioteca. Desta reunião resultou o Illinois Library Act em 1872 e que permitiu, pela primeira vez, a criação de Bibliotecas financeiramente apoiadas pelo Estado e pelos contribuintes.  No dia 24 de Outubro de 1873, William Frederick Poole foi eleito o primeiro Director da Biblioteca pelo Conselho de Administração da mesma. O empréstimo de livros foi uma das suas maiores preocupações. 
Em 1874, de 17533 livros, 13000 estavam disponíveis para empréstimo. A Biblioteca mudou-se de lugar em lugar durante os seus primeiros 24 anos tendo passado onze anos no quarto andar da Prefeitura da Cidade. 
Em 1887, Poole renunciou do cargo para se dedicar à organização da Biblioteca Newberry de Chicago. Foi com o segundo Director, Frederick H. Hild, eleito a 15 de Outubro de 1887, que a Biblioteca se fixou de forma permanente. Dez anos depois, foi inaugurada a Biblioteca Central. Henry E. Ledger assumiu a liderança da Biblioteca Pública de Chicago no dia 11 de outubro de 1909. Henry era conhecido como um defensor convicto da expansão do serviço bibliotecário e, em 1916, apresentou o seu “Plano de Bibliotecas para toda a cidade”, o primeiro plano que abrangia este ramo elaborado em toda a nação. Resultou numa rampa de lançamento para uma extensa rede de bibliotecas por toda a Chicago. O objetivo deste era fornecer bibliotecas a todos aqueles que sabiam ler ou queriam usar livros, proporcionando-lhes a concretização dos seus desejos de uma forma o mais acessível possível. 
A Blackstone Library, construída em 1904 é uma das mais antigas bibliotecas da cidade. Quando Ledger morreu em 1918, sucedeu-lhe o seu assistente Carl B. Roden.  Este trabalhou como bibliotecário chefe até 1950. A sucessora de Roden, Gertrude E. Gscheidle, foi quem deu grande destaque à biblioteca acima referida, a Blackstone Library.  Durante o seu mandato a Biblioteca expandiu seu serviço para os bairros de Chicago, através da modernização dos seus serviços bookmobile. 
A Biblioteca Carter G. Woodson abriu as suas portas em Dezembro de 1975. Dez anos depois, a Biblioteca Pública de Chicago substituiu a sua zona regional noroeste, quando a Biblioteca Conrad Sulzer Regional abriu para os seus utentes no fim do ano 1985.
Em 1974, o Quadro de Diretores autorizaram uma renovação da Biblioteca Central, na ordem de 11 milhões de dólares. Enquanto a restauração da Biblioteca Central se provava bem-sucedida, as coleções permaneceram armazenadas fora da velha biblioteca, tudo isto acontecia aquando dos debates da cidade sobre o futuro da mesma biblioteca. 
O quadro editorial do Chicago Sun-Times e, mais tarde, o presidente no Quadro Bibliotecário, lançaram uma campanha de grande alcance para a construção de uma nova biblioteca com um desenvolvimento superior a nível tecnológico e artístico. No dia 29 de Julho de 1987, o presidente Harold Washington e o Concelho da cidade de Chicago autorizaram a construção de uma nova biblioteca no valor de 144 milhões de dólares, no número 400 da South State Street.

## Serviços
Em 1991, “Harold Washington Library Center”, a nova biblioteca central de Chicago e a maior biblioteca pública municipal do mundo da época, foi aberto ao público. 
Em janeiro de 1994 , Mary A. Dempsey foi nomeada Comissária da  Biblioteca e serviu essa função até janeiro de 2012. Sob sua direção, a Biblioteca lançou o maior programa de construção na sua história, construiu e renovou mais de 44 bibliotecas; instalou mais de 2.500 computadores de acesso público gratuito e wi-fi em todo o sistema de bibliotecas; completou dois planos estratégicos , programas de desenvolvimento e de formação profissional estabelecidos para todos os funcionários da biblioteca ,os programas de assinatura lançados, como  o “Um livro, um Chicago” e os programas de alfabetização financeira inteligentes para adultos e adolescentes.  
A “Engaged Library”: Histórias de Chicago de construção comunitária publicada pelo “Urban Library Council” (2006) destaca várias bibliotecas públicas de Chicago e seus esforços no fortalecimento da comunidade e efetivamente melhorar o bem -estar e a capacidade dos residentes urbanos do bairro, associações, organizações sem fins lucrativos e instituições públicas.   
Em janeiro de 2012, Brian Andrew Bannon foi nomeado comissário da Biblioteca e assumiu o papel em março de 2012. 
Alguns dos programas gratuitos e ofertas de Chicago Public Library incluem: O programa “Um Livro Um Chicago”, “The Summer Reading Program”, “The Adult Summer Reading Program”, “Bookamania” (realizada todo mês de novembro), “Great Kids Museum Passport Program” e “Words and Music Program”.  
O Chicago Public Library oferece um conjunto de palestras gratuito que cobre uma variedade de tópicos, incluindo: Direitos da biblioteca (uma série de palestras mensais gratuitas que oferece aos participantes a oportunidade de falar com um profissional sobre uma variedade de temas jurídicos), Smart Money (uma série de programas de alfabetização financeira), e autores de livros.  
A Chicago Public Library fornece acesso a uma grande variedade de dados, a maioria dos quais também estão disponíveis para uso em casa ou em outro local remoto com um cartão da biblioteca.   
Em junho de 2013, a biblioteca anunciou uma doação de um milhão de dólares da Fundação Bill & Melinda Gates que estabelece uma parceria entre a Chicago Public Library e o sistema de bibliotecas públicas de Aarhus, na Dinamarca.  